# チャカタルリツグミ
チャカタルリツグミ（学名：Sialia mexicana）はスズメ目ツグミ科に分類される鳥類の一種。

## 画像

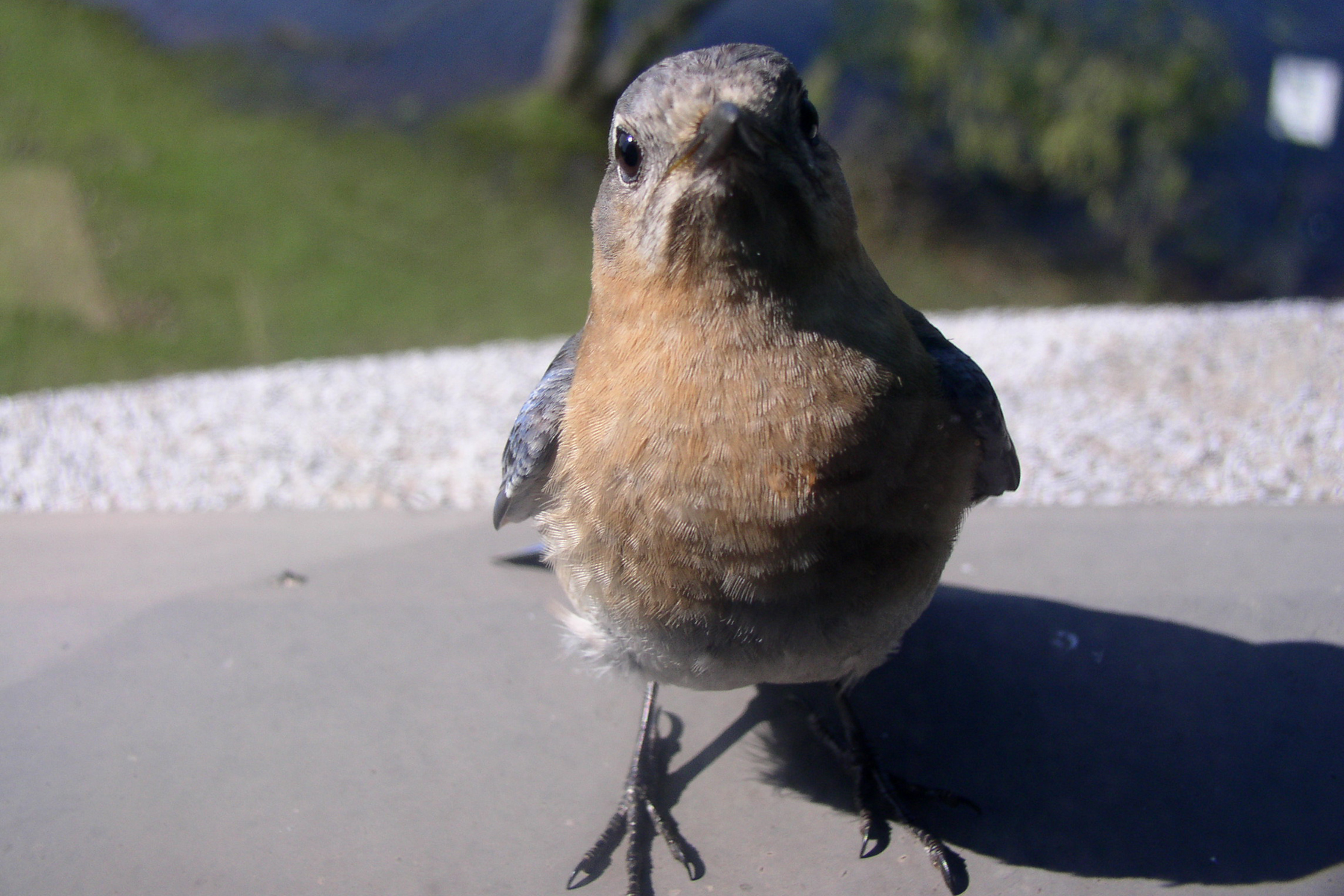
雌
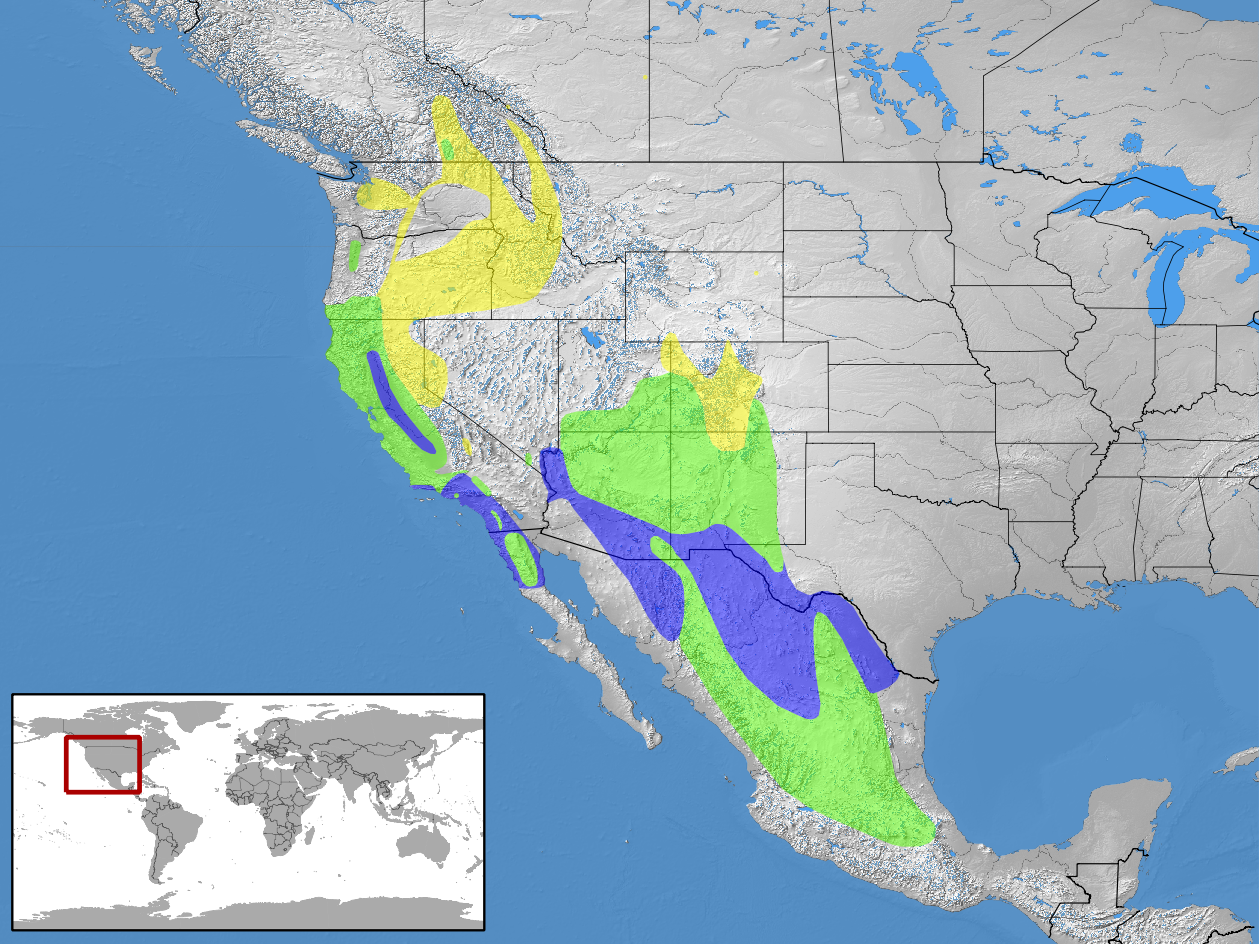
分布図。黄色の地域では夏鳥、青色の地域では冬鳥、緑色の地域では留鳥となる